# El Ingenio
El Ingenio är en ort i Mexiko.   Den ligger i kommunen Gabriel Zamora och delstaten Michoacán de Ocampo, i den södra delen av landet, 300 km väster om huvudstaden Mexico City. El Ingenio ligger 533 meter över havet och antalet invånare är 108.
Terrängen runt El Ingenio är kuperad åt nordost, men åt sydväst är den platt. Runt El Ingenio är det ganska tätbefolkat, med 75 invånare per kvadratkilometer. Närmaste större samhälle är Lombardía, 6,4 km väster om El Ingenio. I omgivningarna runt El Ingenio växer huvudsakligen savannskog.